# Poltár
Poltár är en stad i södra Slovakien. Staden är belägen i närheten av bergskedjan Slovenské rudohorie. Konstruktions- och glasindustrin står för de flesta av arbetstillfällena i staden och regionen. Slovakiska presidenten Ivan Gašparovič är född i staden.